# Pont Neuf
Pont Neuf (pol. „Nowy Most”) – XVII-wieczny most przez Sekwanę w Paryżu, łączący wyspę Île de la Cité z lewym i prawym brzegiem rzeki; najstarszy istniejący most w mieście.

## Lokalizacja
Pont Neuf na Sekwanie w centrum Paryża łączy zachodni kraniec wyspy Île de la Cité z lewym i prawym brzegiem rzeki.

## Historia
Budowę nowego mostu na Sekwanie zarządził w 1577 roku król Francji Henryk III (1551–1589). Projekt opracował zespół architektów, wśród których znaleźli się m.in. Baptiste Androuet du Cerceau (1544–1602), Pierre des Illes i Thibault Métezeau (1533–1596).
Prace rozpoczęte w 1578 roku zostały przerwane w okresie francuskich wojen religijnych i ukończone w 1607 roku za panowania Henryka IV (1553–1610). Sam Henryk IV podczas inauguracji mostu miał przejechać po nim na białym koniu .
Pont Neuf był pierwszym mostem kamiennym w Paryżu i na życzenie Henryka IV pierwszym mostem niezabudowanym domami . Od samego początku był wyposażony w chodniki – pierwsze w mieście . W jego środkowej części, na Île de la Cité, powstał plac, na którym wzniesiono konny pomnik Henryka IV. Oryginalny posąg z 1618 roku został przetopiony na armaty podczas rewolucji francuskiej, a w 1818 roku w tym samym miejscu stanęła jego replika .
Most szybko stał się symbolem Paryża, miejscem spotkań, usług i rozrywki – na moście m.in. wyrywano zęby, prowadzono lekcje szermierki, urządzano pokazy akrobatyczne, sprzedawano kawę, pomarańcze i żywy drób . Był również popularnym motywem w sztuce  – był malowany m.in. przez Williama Turnera (1775–1851), Auguste’a Renoira (1841–1919), Camille’a Pissarra (1830–1903), Paula Signaca (1863–1935), Pabla Picassa (1881–1973) i Alberta Marqueta (1875–1947).
Był wielokrotnie odnawiany i przebudowywany , m.in. za panowania Napoleona III (w latach 1852–1870) przebudowano fundamenty mostu i przęsła części łączącej Île de la Cité z prawym brzegiem rzeki . W 1889 roku uzyskał status zabytku (fr. Monument historique).
We wrześniu 1985 roku został zapakowany przez amerykańskiego twórcę sztuki krajobrazu Christo (1935–2020) w ramach projektu The Pont Neuf Wrapped. W 1994 roku japoński projektant mody Kenzō Takada (1939–2020) ozdobił most 32 tys. doniczek z różnokolorowymi begoniami .
W 2007 roku, w 400. rocznicę ukończenia budowy mostu, przeprowadzono jego gruntowną restaurację . Współcześnie jest najstarszym istniejącym mostem w Paryżu .

## Architektura
Oryginalny most był masywny, z 12 kamiennymi przęsłami, przy czym ich szerokość wahała się od ok. 9 do ok. 19 metrów , a najszersze przęsło miało 19,4 m. 7 przęseł łączyło prawy brzeg rzeki z zachodnią częścią Île de la Cité, a 5 wyspę z lewym brzegiem . Most miał 232 m długości i 22 m szerokości, co czyniło go najdłuższym i najszerszym mostem miasta . Przęsła ozdobiło prawie 400 kamiennych maszkaronów, które miały odstraszać złe duchy . Most zachował swój oryginalny charakter do dziś .

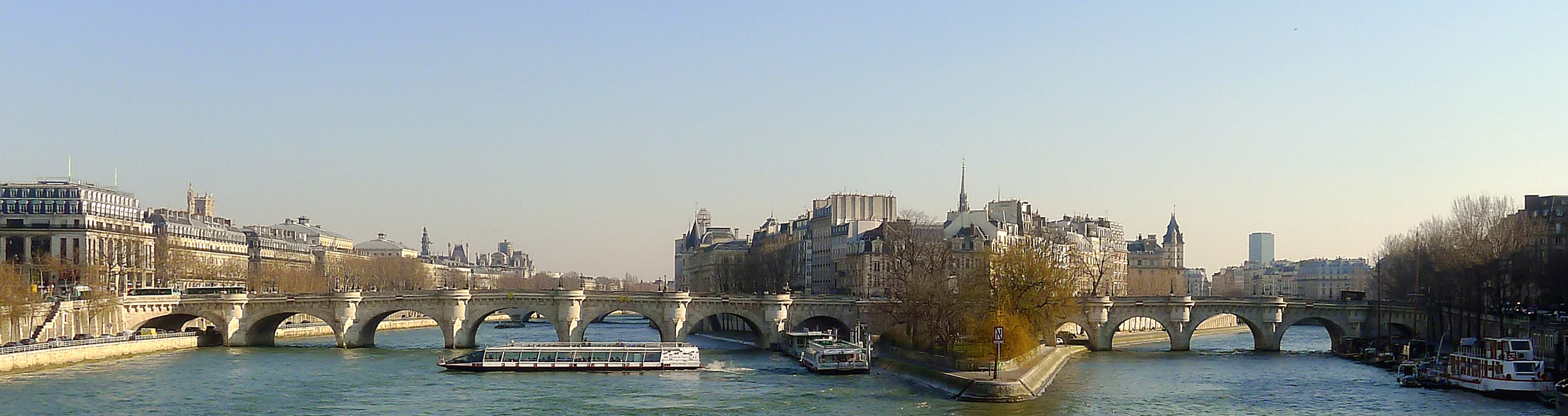
Panorama mostu